# Стальная бочка

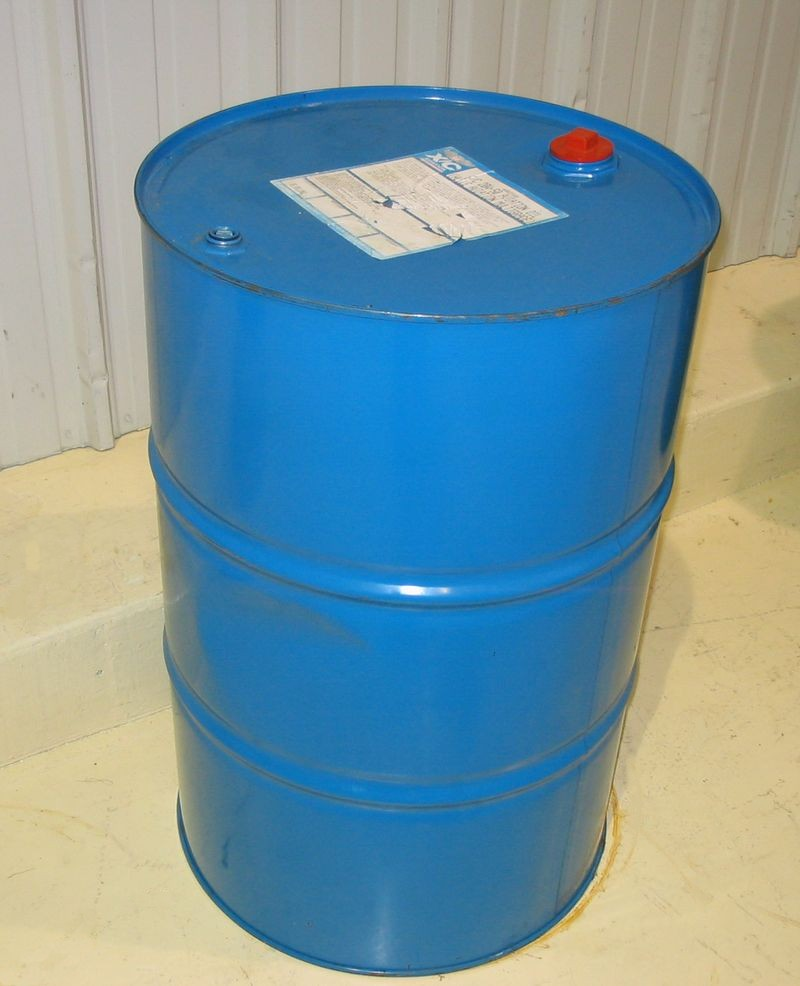
Стандартная 208-литровая стальная бочка

Стальна́я бо́чка — контейнер цилиндрической формы, используемый для доставки, хранения грузов. Бочки могут быть изготовлены из холоднокатаной стали, плотного картона или пластика, и чаще всего предназначены для транспортировки и хранения жидких и сыпучих веществ. Металлические бочки производят согласно ГОСТ 13950-91, самый распространённый объём — 216,5 литров. Габаритные размеры: 878 мм высота, 585 мм диаметр, вес 14,5 кг при толщине металла 0,8 мм. Металлические бочки выпускают двух типов — с открытым и закрытым верхом; толщина дна, крышки и обечайки, укупорочные средства могут варьироваться в зависимости от специфики перевозимого продукта. Съёмный верх металлической бочки представляет собой крышку с запорным кольцом и уплотнительными прокладками, что надёжно защищает продукт от протечек. Бочка с закрытым верхом снабжена двумя врезными горловинами размером 2 и ¾ дюйма, а также дополнительно комплектуют крышками-пломбами, гарантирующими защиту от вскрытия и сохранность продукта. Металлические бочки производят методом контактной сварки, верхнюю и нижнюю крышки соединяют с корпусом бочки с помощью герметичного закатного шва. Для улучшения прочностных характеристик контейнера, что особенно актуально при перевозке жидкостей, на корпусе формируют рёбра жёсткости, разделяющие тело бочки на 3 равные части.
Помимо стандартных жидкостей и порошков в стальных бочках возможно перевозить опасные грузы; для этого производители проходят сертификацию по требованиям ООН. Сертификат на тип тары удостоверяет, что указанная тара удовлетворяет требованиям международного кодекса морской перевозки опасных грузов (МК МПОГ). На самой бочке ставят маркировку соответствия.
Также существуют металлические бочки большего объёма, ёмкостью 250 и 300 литров.
Бочка емкостью 300 литров имеет следующие габаритные размеры: высота — 850 мм, диаметр — до 600 мм. Масса металлических бочек 29—32 кг, пластиковых — 14—17 кг. Металлические бочки выпускают двух типов — с открытым и закрытым верхом; толщина дна, крышки и обечайки, укупорочные средства могут варьироваться в зависимости от специфики перевозимого продукта.